# Hospital Municipal Mário Gatti
O Hospital Municipal Doutor Mário Gatti é um hospital público municipal, localizado na cidade de Campinas, fundado em 14 de julho de 1974, data do bicentenário da cidade. Seu nome vem do médico ítalo-brasileiro Mário Gatti, que exerceu a medicina em Campinas na primeira metade do século XX.
Trata-se de um hospital muito demandado para emergências e urgências na Região Metropolitana de Campinas, que conta com 230 leitos e dispõe de mais de 1.500 funcionários para atender a uma média de 1.230 pessoas por dia, também realizando exames laboratoriais e de diagnóstico por imagem, tudo pelo Sistema Único de Saúde.

## História
Em 14 de julho de 1974, ocorreu a inauguração do edifício do Mário Gatti, um marco especial nas celebrações do bicentenário de Campinas. Nessa ocasião, o hospital contava com dois andares, 70 leitos e era chamado de Hospital Municipal. O evento foi prestigiado pelo então presidente Ernesto Geisel e contou com uma missa conduzida pelo cardeal campineiro d. Agnelo Rossi, que na época também era prefeito do Vaticano.
No entanto, vale destacar que o hospital foi oficializado por lei somente em 21 de outubro de 1974, recebendo o nome de Hospital Municipal Dr. Mário Gatti através do decreto 4821, datado de 9 de fevereiro de 1976, como uma homenagem ao médico ítalo-brasileiro que dedicou sua vida à profissão durante a primeira metade do século 20.
Em 2004 teve reconhecido pelos ministérios da Saúde e da Educação o status de hospital de ensino, oferecendo desde então qualificação e especialização em 10 especialidades médicas.
Em 2011, mais de 10 mil pessoas foram internadas e 786 mil exames laboratoriais e de imagem foram realizados. A taxa de ocupação média do último ano ficou em 92%. Isso significa que o hospital esteve praticamente cheio durante todo o ano.
Entre os anos de 2014 e 2013 o hospital passou por uma ampla reforma, abrangendo os quatro pavimentos, com um custo total de 4,5 milhões de reais, resultando em melhorias nas instalações, aumento de leitos e modernização dos serviços médicos.

## Estrutura

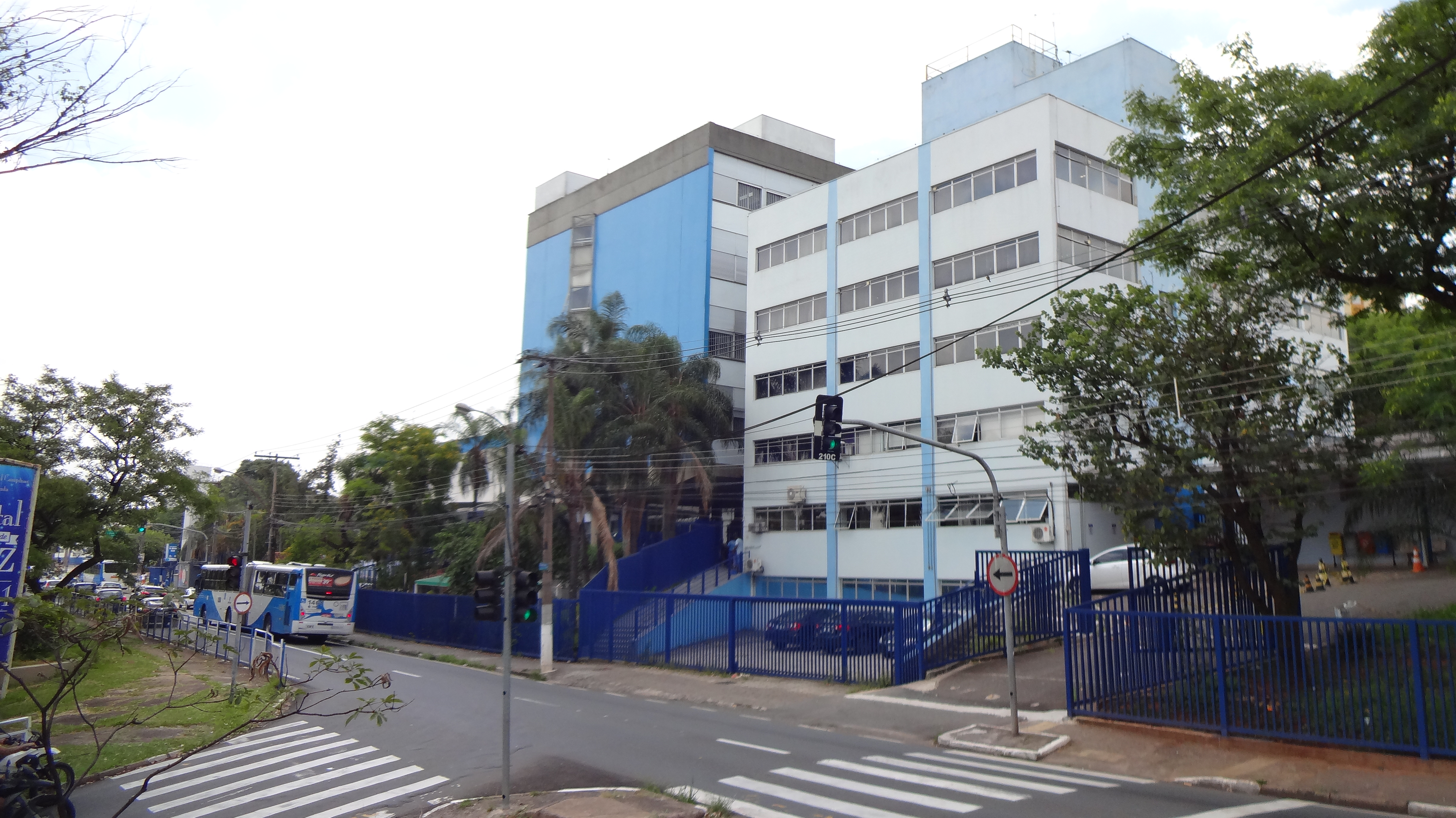
Fachada do hospital

O Mário Gatti conta com 207 leitos, sendo 151 para adultos e 56 para crianças (estes, instalados no Mário Gattinho). A partir da reforma do quarto andar, houve uma ampliação de 32 leitos para adultos. As estruturas de UTI aumentaram de 20 para 30, os leitos semi-intensivos de 10 para 16 e os de enfermaria de 121 para 137.

## Hospital de Ensino
O HMMG é um Hospital de Ensino para cursos da área de saúde, conta com residências médicas e campo de Internato para alunos de Medicina da Faculdade Privada Faculdade São Leopoldo Mandic